# STS-41B
STS-41B — десятый полёт космического корабля «Спейс шаттл», четвёртый полёт шаттла «Челленджер». Старт состоялся 3 февраля, а посадка 11 февраля 1984 года. Эта миссия стала первой, к которой была применена новая система нумерации полётов.

## Задачи полёта
Одной из целей полёта был запуск двух спутников связи: «Westar 6» для компании Western Union и индонезийского «Palapa B2». Запуск оказался неудачным: вместо геостационарной орбиты, ввиду кратковременной работы двигательных установок связанных со спутниками блоков, спутники перешли на орбиту высотой 970 км, менее запланированной. Позднее, рейсом «Дискавери» STS-51A, после предварительного снижения орбиты спутников, они были возвращены на Землю для ремонта. 
Астронавтами впервые был осуществлён выход в открытый космос без привязного фала в ходе испытаний установки MMU («летающего кресла»). Этот выход был посвящён отладке операций по планируемому ремонту спутника для исследования Солнца Solar Maximum Mission (SMM). Маккэндлесс удалялся от корабля на расстояние около 100 метров и тестировал установленный на «летающем кресле» стыковочный аппарат для стыковки со спутником, стыкуясь со стержнем, установленным в грузовом отсеке корабля. После него подобные действия производил Стюарт, а также отрабатывал заправку спутника на его модели в грузовом отсеке. Ремонту спутника SMM был посвящён рейс «Челленджер» STS-41C.

## Экипаж
- Вэнс Де Во Бранд (3), командир
- Роберт Гибсон (1), пилот
- Брюс Маккэндлесс (1), специалист полёта 1
- Роберт Стюарт (1), специалист полёта 2
- Роналд Макнейр (1), специалист полёта 3

## Галерея

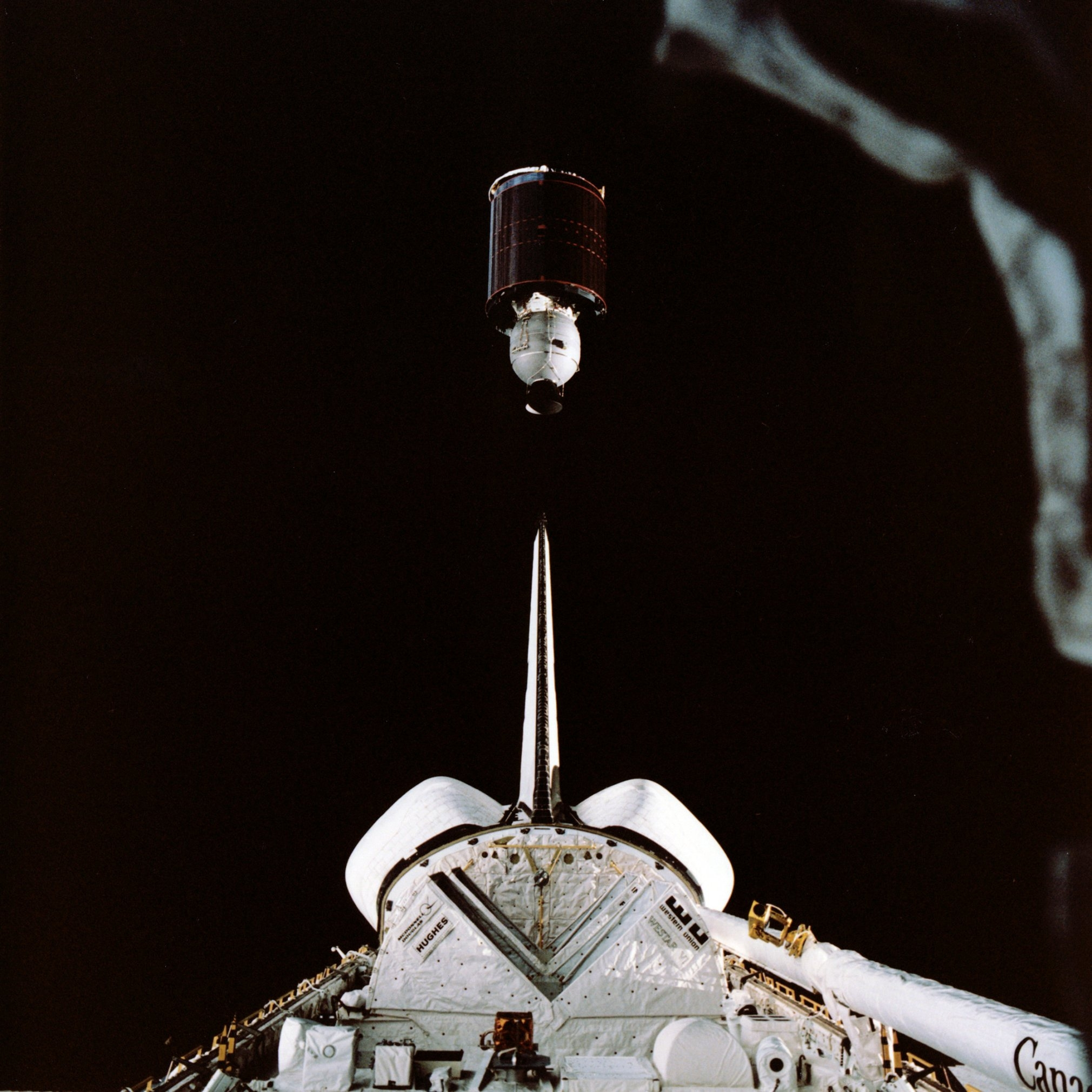
Запуск спутника Palapa B2
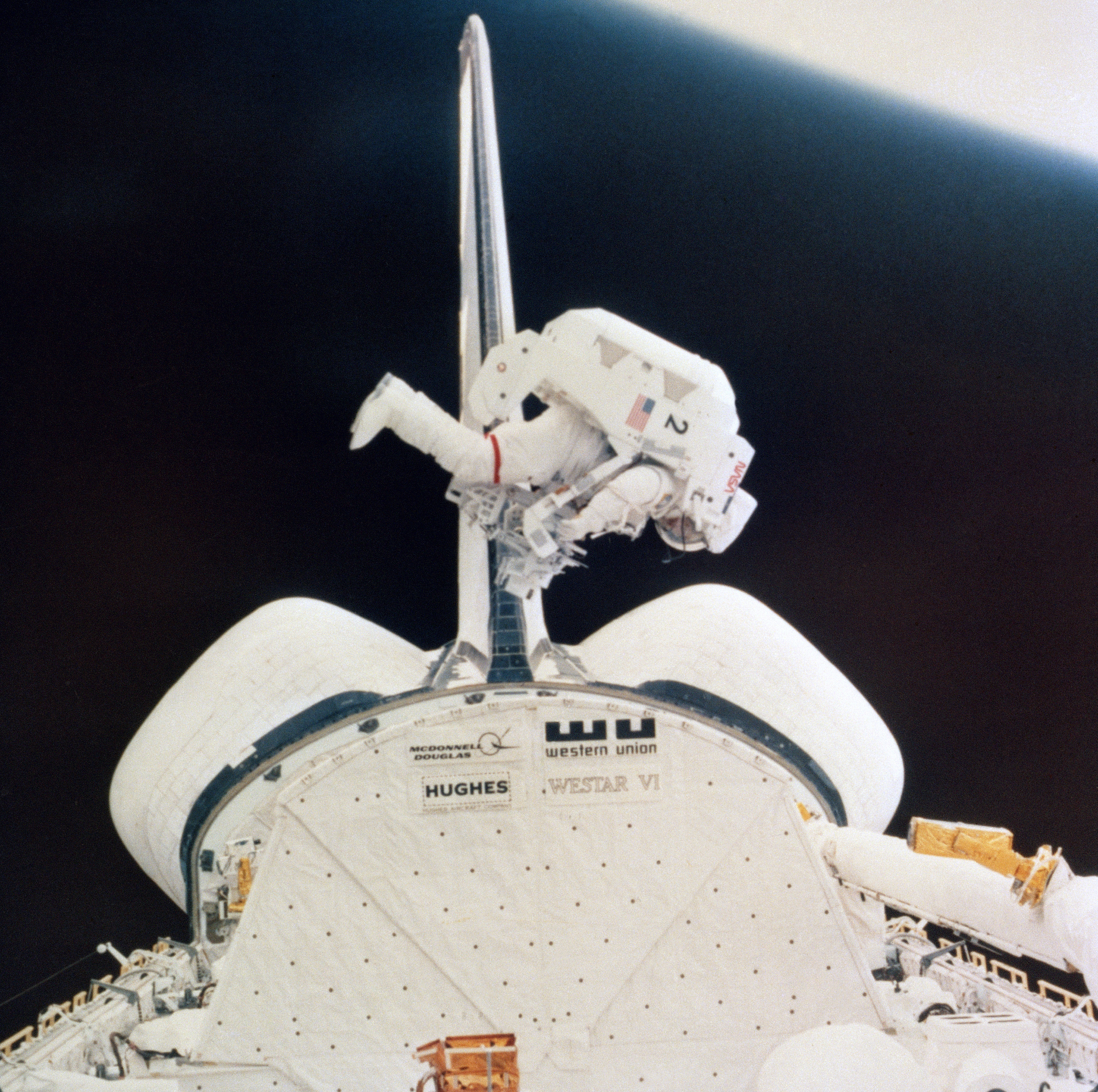
Брюс Маккэндлесс испытывает MMU
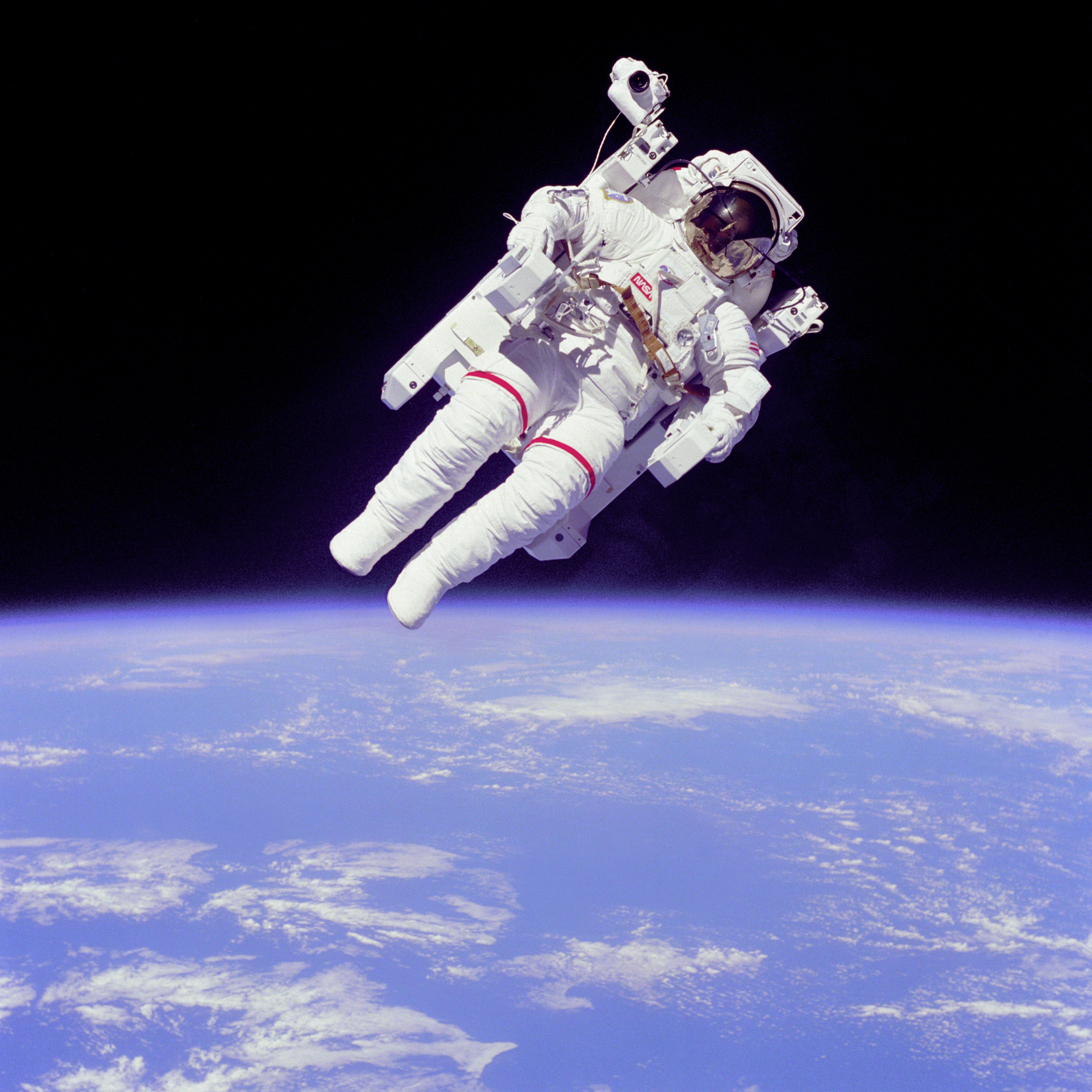
Испытания MMU
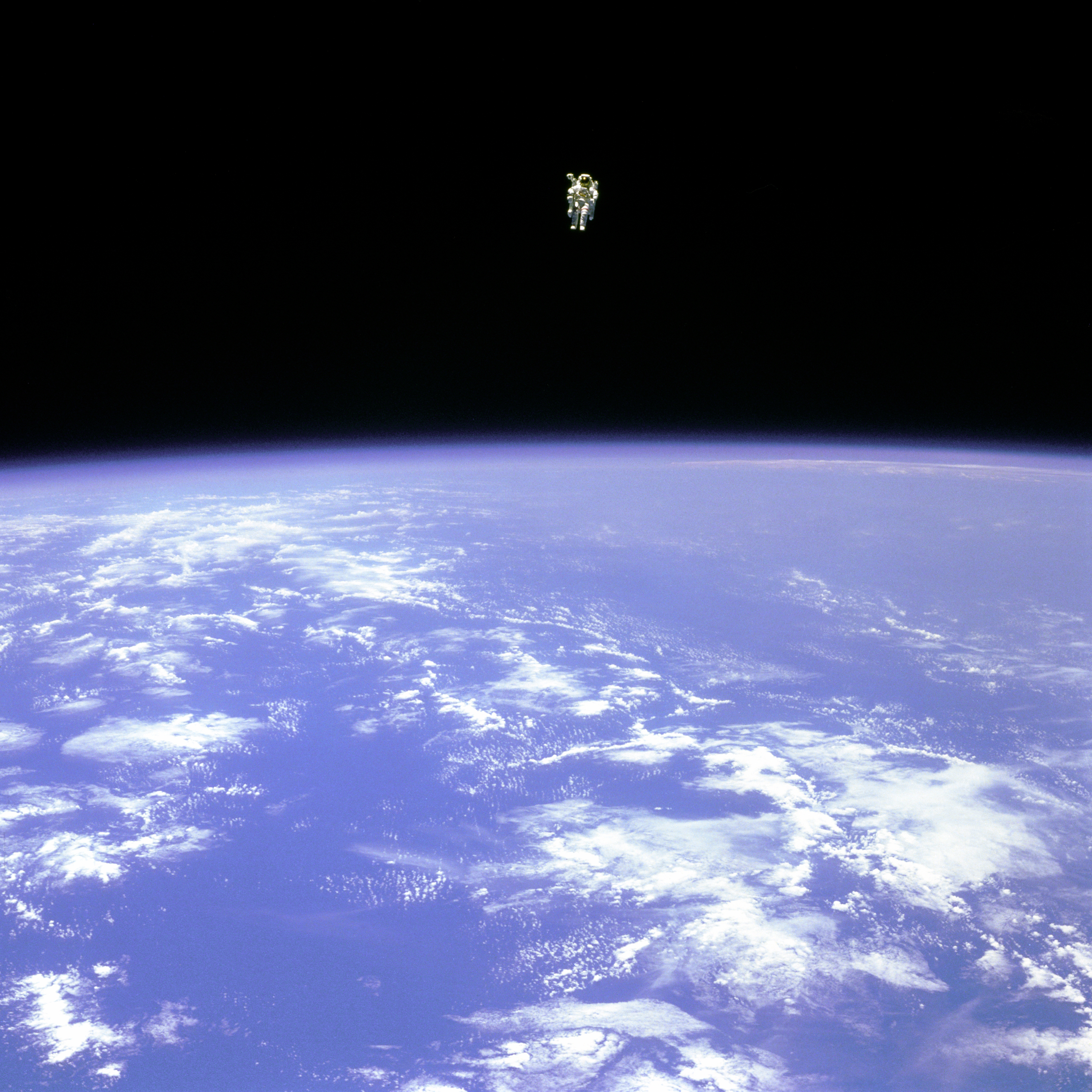
Брюс Маккэндлесс на максимальном удалении от «Челленджера»